# Исторические районы и микрорайоны Гатчины
Исторические районы и микрорайоны Гатчины — неофициальные районы города Гатчина (Ленинградская область), имеющие в народе собственные названия.

## История

### До XIX века
Располагавшиеся на территории современной Гатчины деревни Хотчино (будущая Большая Гатчина) и Загоска, входящие в Дягленский погост, известны с 1499 года, когда производилась опись Новгородских земель. С XII века эта территория принадлежала то Новгородской республике, то Московскому княжеству, то Швеции, то снова России. Происхождение топонима Хотчино связано скорее всего с древнерусским словом гать («топкое место, болото»), а топонима Загоска — с диалектным словом загозка («кукушка») или (по др. версии) с кривичским гвозде («еловый лес»).
В 1702 году, в ходе Северной войны, ижорские земли были окончательно отвоёваны Петром I у Швеции. В эти годы начинает встречаться упоминание мызы у Белого озера рядом с деревней Хотчино, называемой Гатчинская Мыза, а также деревни Малая Гатчина (будущего Гатчинского посада), заселённой в основном финнами и появившейся, по-видимому, в годы владения этой землёй шведами. Предположительно в 1708 году Пётр I подарил Гатчинскую Мызу (то есть Гатчинское поместье) с прилегающими к ней деревнями своей сестре Наталье Алексеевне. После её смерти мызой и деревнями владели сначала медик Роберт Арескин, затем президент медицинской канцелярии и аптеки И. Я. Блюментрост, а с 1734 года — обер-шталмейстер князь А. Б. Куракин.
Гатчинская мыза (помещичья усадьба) и деревня Большая Гатчина (бывшая деревня Хотчино) располагались к северо-востоку от Белого озера, вдоль Порховской дороги, которую еще называли Смоленской или Двинской (ныне — Проспект 25-го октября). Главное здание мызы (Господский дом) было деревянным, двухэтажным. Неподалёку от мызы был построен обширный скотный двор, имевший импозантный архитектурный облик.
В 1765 году поместье Гатчинская Мыза было куплено Екатериной II и подарено графу Григорию Орлову, при нём мызу стали называть Орловской.
На следующий год началась постройка Большого Гатчинского дворца на противоположном берегу Белого озера.

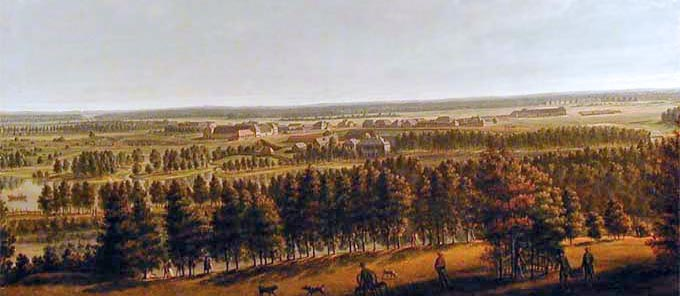
Вид со стороны Гатчинского дворца на старую мызу. Вторая половина XVIII в.

В 1783 году, после смерти Орлова, Гатчинская Мыза и прилегающие деревни были выкуплены Екатериной II у его наследников и подарены будущему императору Павлу I.

### Гатчина при Павле I
После смерти Орлова Екатерина II приобрела у его наследников «мызу Гатчину с принадлежащими к ней пятью деревнями и мызу Греблову с одною деревнею». 6 августа 1783 года она подарила их вместе со Скворицкими мызами своему сыну, наследнику престола Павлу Петровичу.
В годы, когда Гатчинская Мыза была великокняжеской резиденцией, на территории нынешнего центра города появились стекольный, фарфоровый (фаянсовый) и полотняный заводы, сукновальная фабрика, сырный завод, шляпная мастерская, госпиталь, военные казармы. В 1792 году была основана Бомбардирская слобода. (недоступная ссылка). В 1794 году на въезде в деревню Большая Гатчина была заложена крепость Ингербург, ставшая, скорее, жилым кварталом, а не крепостью. В 1796 году начались работы по строительству аналогичного квартала-крепости Екатеринвердер рядом с Дворцом.
В начале 90-х годов XVIII века на берегу реки Колпанки рядом с пильчей мельницей появился небольшой посёлок, получивший название Мариенбург по имени жены Павла I императрицы Марии Фёдоровны. Вскоре здесь были построены полотняная фабрика и сиротский дом.
Быстро развиваясь, Ингербург, Малая Гатчина (Гатчинский посад), Большая Гатчина и Бомбардирская слобода слились в единый посёлок с большим количеством улиц и домов. Главными улицами в нём были Большая (часть Порховской дороги, ныне — Проспект 25 Октября), Малогатчинская (ныне Соборная от собора до переезда, за переездом — Солодухина), Бомбардирская (ныне улица Горького) и Загвоздинская (позже — Люцевская, ныне улица Чкалова).
В 1796 году Гатчина получила статус города, а в январе 1797 года Павлом I был подписан указ «Об учреждении в городе Гатчине городового правления», согласно которому город делился на четыре части:
1. Ингербург и Гатчинский посад
2. Загвоздинская, Малогатчинская и Бомбардирская улицы
3. Дворец и Екатеринвердер
4. Мариенбург

## Части современной Гатчины
В 2004 году законодательное собрание Ленинградской области установило современные границы города Гатчина. Административно город не делится на части, но в пределах его границ условно выделяют следующие исторические районы и микрорайоны:
- Мариенбург
- Егерская слобода — ранее была частью посёлка Мариенбург, теперь входит вместе с ним в черту города
- Орлова роща
- Хохлово поле
- Въезд
- Екатеринвердер
- Центр
- Загвоздка
- Аэродром
- Заячий Ремиз
- Александровская слобода (ныне Киевский микрорайон)
- Малые Колпаны — небольшая часть деревни Малые Колпаны, вошедшая в территорию Гатчины. Здесь находятся мебельный завод «Авангард» и лютеранская кирха Святого Петра.
- Химози